# Santuario di Oyama

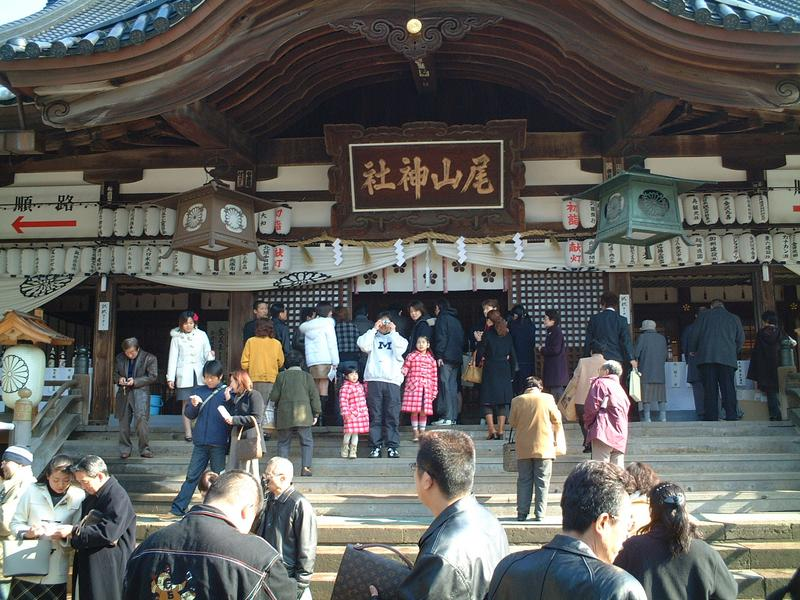
Santuario di Oyama

Il santuario di Oyama (尾山神社) è un santuario shintoista situato a Kanazawa, Giappone.
Il santuario fu edificato nel 1599 a Utatsuyama (卯辰山), est di Kanazawa. Fu spostato nella sua attuale locazione nel 1873 e rinominato Oyama-jinja (santuario di Oyama). L'entrata principale fu costruita nel 1875. Questa entrata è frutto di un'unione tra le arti religiose giapponese, cinese, ed europea. L'entrata è alta venticinque metri. Il terzo piano è famoso per le finestre in stile olandese. Si dice che il terzo piano venne anche utilizzato come faro.